# Hybrides Fragaria × Potentilla
Cet article traite des hybrides venant du croisement d'un Fragaria avec une espèce du groupe des "potentilles" (Comarum, Dasiphora, Potentilla).

## Historique
Les premières générations d'hybridations à but commercial ont commencé en 1966. Le but était d'obtenir des fraisiers aux fleurs roses et aux fruits proches des fraises de jardin. Les premiers clones ont été commercialisés en 1989 avec la variété 'Pink Panda'.
D'autres obtenteurs ont suivi et le nombre de variétés atteint à présent une vingtaine avec des fleurs rose plus ou moins foncé jusqu'à presque rouge et les hybrides les plus récents ont des fruits de qualité pratiquement commerciale. Les plantes sont vigoureuses et se multiplient facilement par stolons.

## Variétés
- Pink Panda (syn. Frel) : première génération produite en 1966 commercialisée en 1989. Hybride Fragaria × ananassa cuneifolia - Comarum palustre. Les fleurs sont rose franc et la production fruitière est faible. La plante est utilisée dans un but ornemental.
- AC-Roseberry : une des dernières productions. Fleurs rose franc, fruits moyens à gros, bien parfumés. Plantes de jours neutres.
- Berries Galore Rose : fruits de taille moyenne. Plante de jours neutre produisant en continu.
- Gerald Straley : issus d'un semis de Pink Panda sélectionné pour la couleur rose très rouge de ses fleurs.
- Lipstick : les fleurs sont rose très foncé presque rouge. Les fruits sont assez parfumés mais très petits et de faible production. Plante de jours neutres.
- Merlan : fleurs rose clair et fruits nombreux mais acides. Jours neutres.
- Pikan : fleurs rose clair. Feuillage brillant. Fruits de taille moyenne. Plantes de jours neutres.
- Red Ruby (syn. 'Franor' ) : mutation spontané de Pink Panda ayant des fleurs d'un rose plus vif.
- Roman : fleurs rose très clair semi double. Fruits de taille moyenne correctement parfumés. Plantes de jours neutres.
- Rosalyne : hybride Fern × (SJ9616-1 × Pink Panda). Fleurs rose franc, fruits très petits à moyen très parfumés. Jours neutres.
- Shades of Pink : couleurs des fleurs variant de rose bonbon à rose clair. Fruits petits.
- Tarpan : fleurs rose très foncé semi double. Fruits de taille moyenne. Plantes de jours neutres.
- Tristan : fleurs rose très foncé. Forte production de fruits parfumés de taille moyenne. Plantes de jours neutres.
- Camara, Fragoo F1 Deep Rose, Fragoo F1 Pink, Loran, Serenata, Toscana, Vivarosa

## Génétique
- Fragaria × Comarum palustre (2n=6x=42) - Le fraisier mis à contribution en parent femelle est soit Fragaria ×ananassa ou chiloense, soit moschata, soit vesca ou vesca semperflorens. Le taux de réussite est de 0,10 % après la première année de culture. L'hybride obtenu sera généralement heptaploïde (2n=7x=49) avec 4 génomes de Fragaria et 3 de Comarum. De multiples rétrocroisement sont mis en œuvre pour transférer les gènes de "couleurs rose des fleurs" et ceux de "fruits comestibles" sur la même plante.

Autres hybrides :
- Fragaria × Dasiphora fruticosa (2n=14, 28, 42) avec un taux de réussite très bas. L'idée des chercheurs est de produire une plante porteuse de fraises et présentant un port arbustif mais les quelques hybrides réussis jusqu'à présent ont toujours eu le port rampant du fraisier.
  - F. moschata × D. fruticosa - Taux de réussite 1,62 à 5,6 % selon la technique mise en œuvre dont moins de la moitié arrive à l'âge adulte mais toutes sont stériles. Les plantes présentent un nombre variable de chromosomes (28, 21, 23, 24, 25, 27) et seulement 0,36 % se révèlent être de vrais hybrides. Des essais de rétrocroisement ont été tentés avec succès (Asker, 1970) (Macfarlane, Smith, Jones, 1985).
  - F. vesca × D. fruticosa - Différentes techniques de sauvetage embryonnaire ont donné 2,8 % de réussite au maximum.
  - F. ×ananassa × D. fruticosa - 5,4 % de réussite avec sauvetage d'embryons dont la plupart sont de vrais hybrides (Abdullah, Hermsen, 1993)
- F. vesca - Duchesnea indica - Meurt avant le stade adulte (Mangelsdorf, East, 1927).
- F. chiloensis - P. glandulosa (2n=2x=14) - Hybride fertile décaploïde (Bringhurst, Barrientos, 1973).
- F. ×ananassa × P. reptans (2n=2x=14) - Un hybride entre ces deux espèces est signalé dans la littérature.
- F. ×ananassa × P. tucunamensis (2n=2x=14) - Essai négatif.

Hybrides intergénériques apparentés :
- Potentilla reptans - Duchesnea indica (ploïdie variable 2x=14, 3x=21, 4x=28, 7x=49, 8x=56, 12x=84) - La plante est vigoureuse mais ne produit qu'un appareil végétatif (Wolf 1908).